# Arthur Sendas
Arthur Antônio Sendas (São João de Meriti, 16 de junho de 1935 — Rio de Janeiro,  20 de outubro de 2008) foi um empresário brasileiro do setor varejista.

## Biografia
Arthur Sendas foi o terceiro de cinco filhos do casal Manuel Antônio Sendas, imigrante português, também comerciante, e sua esposa, Maria Soares Sendas.
Foi noivo de Iolanda Paulucci durante 8 anos, filha do comerciante Italiano Agustinho Francisco Paulucci e da imigrante portuguesa Virgínia Martins da Costa Paulucci. Iolanda pertencia a uma das famílias mais tradicionais da Itália, descendia do Conde Philip Osipovich Paulucci. A Família Paulucci foi uma das melhores amigas da família Sendas no Brasil, vários matrimônios ocorreram entre os membros das duas famílias.
Foi casado com Maria Ablen, com quem teve 4 filhos: João Antônio Sendas, Arthur Antônio Sendas Filho, Nelson Antônio Sendas e Marcia Maria Sendas

## Carreira
Com a morte de seu pai em 1951, ingressou no comércio, ajudando no atendimento da mercearia da família, em São João de Meriti, na Baixada Fluminense. Pouco tempo depois, rebatizou a mercearia com o nome de Casas Sendas.
A empresa cresceu na década de 1960, a partir de um armazém adquirido na Pavuna, bairro da cidade do Rio de Janeiro. Ao longo do tempo, a rede passou a integrar dezenas de lojas, e o empresário diversificou os seus negócios, criando a rede de hipermercados Bon Marché e a rede Casa Show, operando no setor de materiais de construção, paralelamente à rede, já existente, de supermercados Casas Sendas.
Em 2001, o Grupo Sendas, então com 80 lojas no Rio de Janeiro, constituindo-se na quinta maior rede de supermercados do país, anunciou a sua abertura de capital. Em 2003, o Grupo Pão de Açúcar adquiriu 42% do controle acionário das Sendas, e iniciou uma parceria com o grupo carioca.
Engajado nas políticas do setor em que atuava, Arthur Sendas presidiu a Associação Brasileira de Supermercados (ABRAS) de 1987 a 1990. Foi ainda presidente de seu Conselho Consultivo (1991-1994), e exerceu, até outubro de 2008, a vice-presidência do Conselho.
Rotariano dedicado à juventude, integrou o Rotary Club do Rio de Janeiro até a sua morte. 

## Assassinato
Arthur Sendas foi baleado por volta das 23h30 de 20 de outubro de 2008 em seu apartamento no Leblon, na zona sul do Rio, e chegou a ser levado a um hospital, mas morreu por volta das 2h30.
A delegada informou que Costa Júnior, que também era motorista do neto de Arthur Sendas, foi até o apartamento e pediu à empregada para falar com o empresário, que o recebeu na porta.
Após uma discussão que durou entre cinco e dez minutos, Costa Júnior atirou contra o empresário e fugiu de carro, segundo a delegacia. Ainda não se sabe o que motivou o disparo, mas a delegada afirmou que a discussão entre os dois foi por causa de dinheiro.
Após seu falecimento, foi sucedido por seu filho Arthur Sendas Filho.

## Entrevistas

### Museu da Pessoa
Em 2003, Arthur forneceu uma entrevista ao Museu da Pessoa , fala sobre a adolescência corrida e os sacrifícios necessários para executar todos seus afazeres.
"Tinha, era pouco tempo. Mas era na base do sacrifício. Eu mesmo tomando conta do armazém e depois de um certo período, meu pai tinha colocado eu como mascote do Olaria, um time que tinha aqui em São Mateus. E depois acabei sendo presidente desse clube. Aí eu trabalhava nesse armazém mas encontrava tempo de... Aí nessa época eu já era até casado e tudo. Na época a coisa muito badalada era o hi-fi, que tinha que comprar. Aí para comprar para o clube, eu sendo o presidente, com os diretores lá, então tive que, cada um ficar escalado um dia de sábado, um dia de domingo. O meu caso era aos domingos. Então a minha mulher tinha uma paciência. Ficava sentado lá, tocando as músicas e o garçom, para dar exemplo aos diretores, para que cada um pudesse... Então tinha um plantão, e eu fazia isso. Eu ia depois do almoço, às vezes, nem almoçava direito. Tinha determinados jogadores que são estrelas, como tem até hoje. Às vezes tinha que ir buscá-lo em casa e tudo para, enfim. A gente sempre encontrava um momento. Tanto que antes de eu casar, eu era um palito. Assim, olhar a fotografia, eu era bem magro. Fechava o armazém e tudo, aí eu pegava a bicicleta, ia para a casa da namorada, namorava escondido, para que meu pai não soubesse. Tanto que foi seis anos com essa moça. Então a vida assim, uma convivência."— Arthur Sendas Em entrevista ao Museu da Pessoa